# Lanzuela
Lanzuela ist ein Ort und eine Gemeinde (municipio) mit nur noch 24 Einwohnern (Stand: 2024) im äußersten Norden der Provinz Teruel in der autonomen Region Aragonien im östlichen Zentrum von Spanien. Die Gemeinde gehört zur bevölkerungsarmen Serranía Celtibérica.

## Lage und Klima
Lanzuela liegt in der Sierra de Cucalón in ca. 1010 m Höhe und ist ca. 85 km (Fahrtstrecke) in nördlicher Richtung von der Provinzhauptstadt Teruel entfernt. 
Das Klima ist trotz der Höhenlage gemäßigt bis warm; Regen (ca. 487 mm/Jahr) fällt übers Jahr verteilt.

## Bevölkerungsentwicklung
| Jahr      | 1970 | 1981 | 1991 | 2001 | 2011 | 2021 |
| Einwohner | 109  | 63   | 41   | 28   | 29   | 24   |

## Sehenswürdigkeiten
- Julianuskirche
- Barbarakapelle